# Koprinishta
Koprinishta, Pronishta o simplemente fortaleza del monte Tomorr  (en albanés: Kalaja е Tomorrit, búlgaro: Копринища), fue una antigua fortaleza ubicada cerca de la ciudad albanesa de Berat.
Se encuentra sobre el pueblo de Tomorri i Madh. La fortaleza ha estado habitado desde la antigüedad y se eleva sobre una plataforma rocosa empinada de 50 metros de altura y únicamente se puede acceder a través de un estrecho camino. Sobre la masa rocosa se pueden encontrar los distintos muros de la acrópolis, muros que no pertenecen a un solo período de tiempo. La acrópolis tiene un perímetro de 210 metros, sus muros son de 1.3 metros y tiene la forma de un trapecio irregular.
La antigua muralla data de la época pre bizantina. Este castillo se colocó en una ubicación estratégica muy buena, no solo para protección, sino también en un importante pasaje desde el mar hasta Constantinopla. El historiador bizantino Juan Escilitzes lo llama «Vrohot». La fortaleza domina la vista sobre todos las fortalezas de Berat, incluidos Mbjeshtova, Peshtan, Mbolan, Vojak, Gradishta de Qereshnik y la fortaleza de Vokopola. Esta fortaleza fue mencionada en las crónicas durante la época de la caída del Primer Imperio búlgaro en 1018. También es mencionada durante los eventos de 1336 como la ubicación de una serie de batallas importantes. La  fortaleza fue utilizada por los otomanos durante el período del dominio turco. En la fortaleza se pueden encontrar las ruinas de una antigua cisterna, que una vez tuvo una capacidad de almacenar 100.000 litros de agua. Desafortunadamente, cualquier intento serio por estudiar la fortaleza y su historia han sido suspendidos durante mucho tiempo. En los últimos años, el lugar se ha vuelto muy atractivo para los turistas. Algunos operadores turísticos organizan recorridos por la zona.